# Viktor Kosenko
Viktor Stěpanovič Kosenko (ukrajinsky Віктор Степанович Косенко; 23. listopadu 1896 Petrohrad – 3. října 1938 Kyjev) byl ukrajinský hudební skladatel, klavírista a hudební pedagog. Narodil se v rodině generála a studoval hudbu ve Varšavě, kam byl jeho otec přeložen. Později působil v Žitomiru jako ředitel tamní hudební školy. Svou kariéru dovršil v Kyjevě, kde se začal více věnovat symfonické tvorbě. Zemřel v důsledku rakoviny. Zanechal kolem 250 skladeb, z toho asi 100 určených pro klavír.